# Anne-Marie Nielsen
Pour les articles homonymes, voir Nielsen.
Anne-Marie Nielsen, née le 11 juillet 1941 à Dalum (da), est une ancienne handballeuse internationale danoise.
Avec l'équipe du Danemark, elle prend part, entre juin 1960 et novembre 1973, à 133 matches consécutifs, plus longue série de l'histoire du handball danois. Elle remporte notamment une médaille d'argent au championnat du monde 1962 et atteint la finale de la coupe des clubs champions en 1963.

## Palmarès

### En sélection nationale
championnats du monde
- finaliste du championnat du monde 1962
- 5e place du championnat du monde 1965
- 6e place du championnat du monde 1971
- 7e place du championnat du monde 1973
- 9e place du championnat du monde 1975

### En club
compétitions internationales
- finaliste de la coupe des clubs champions en 1963 (avec Frederiksberg IF)

compétitions nationales
- championne du Danemark (10) en 1959, 1962, 1966, 1967, 1971, 1972, 1973, 1974, 1976 et 1978 (avec Frederiksberg IF)
- vainqueur de la coupe du Danemark (7) en 1964, 1965, 1967, 1969, 1970, 1972 et 1973 (avec Frederiksberg IF)

### Distinctions individuelles
- meilleure marqueuse du championnat du monde 1965[3]